# Thanh Trúc
Phạm Lương Thanh Trúc (sinh ngày 11 tháng 9 năm 1986), thường được biết với nghệ danh Thanh Trúc, là một nữ ca sĩ kiêm diễn viên người Việt Nam.

## Bài hát
- Một cơ hội một tình yêu
- Làm sao quên anh
- Kiêu
- Một lần thôi
- Nước mắt trong tim
- Giờ em đã biết
- Mình đã xa nhau
- Chỉ mình em còn nhớ
- Anh cứ bỏ mặc em
- Tại vì em nhớ anh

## Phim đã tham gia

### Truyền hình
| Năm  | Tựa phim                   | Vai diễn                          | Đạo diễn                        | Kênh   | Nguồn         |
| ---- | -------------------------- | --------------------------------- | ------------------------------- | ------ | ------------- |
| 2003 | Hướng nghiệp               | Thu                               | Châu Huế                        | HTV9   |               |
| 2005 | Mộng phù du                |                                   | Lê Hữu Lương                    | HTV7   |               |
| 2006 | Hướng nghiệp (phần 2)      | Thu                               | Châu Huế                        | HTV9   |               |
| 2008 | Mưa thủy tinh              | Quỳnh Như                         | Lê Bảo Trung                    | HTV9   | [ 2 ] [ 3 ]   |
| 2008 | Sóng đời                   | Ngọc Trâm                         | Xuân Phước                      | HTV7   | [ 4 ]         |
| 2009 | Tình án                    | Huyên                             | Võ Việt Hùng                    | HTV9   |               |
| 2009 | Hoa dại                    | Thoa                              | Xuân Phước                      | HTV9   |               |
| 2010 | Trái đắng                  | Hà                                | Đỗ Lệnh Hùng Vỹ - Trần Cảnh Đôn | HTV7   | [ 5 ]         |
| 2010 | Chuyện tình mùa thu        | Thiên Hương                       | Trương Dũng                     | HTV7   | [ 6 ] [ 7 ]   |
| 2010 | Giấc mơ biển               | Trúc Chi                          | Trương Dũng                     | HTV9   | [ 8 ]         |
| 2011 | Tình khúc mùa thu          | Thúy                              | Trương Dũng                     | VTV9   |               |
| 2011 | Chàng trai không biết ghen | Anh Thư                           | Trương Dũng                     | VTV9   | [ 9 ] [ 10 ]  |
| 2011 | Mùi vị hạnh nhân           | Khánh Hân                         | Vũ Thái Hòa                     | HTV7   |               |
| 2012 | Hạnh phúc muộn màng        | Nhã Hân                           | Trương Dũng                     | VTV9   | [ 11 ]        |
| 2013 | Những đóa ngọc lan         | Chiêu Ly                          | Trương Dũng                     | VTV9   | [ 12 ]        |
| 2013 | Bóng tối rực rỡ            | Phượng Trân                       | Trần Quang Đại                  | VTV9   |               |
| 2013 | Sông trôi muôn hướng       | Trúc                              | Trương Dũng                     | VTV9   |               |
| 2013 | Khi người điên yêu         | Minh Hà                           | Nguyễn Dương Bảo                | HTV7   |               |
| 2014 | Điệp khúc tình             | Khánh Vy                          | Đặng Lưu Việt Bảo               | HTV7   |               |
| 2014 | Chào buổi sáng em yêu      | Gia Hân / Gia Thư                 | Lê Quang Hưng - Hoàng Thơ       | SCTV14 | [ 13 ]        |
| 2014 | Ký ức tuổi thơ             | Minh Thu                          | Đặng Minh Quốc                  | SCTV14 | [ 14 ] [ 15 ] |
| 2014 | Tình là dây oan            | Bà Lệ Thảo (lúc trẻ) / Minh Tuyền | Quách Khoa Nam                  | SCTV14 | [ 16 ]        |
| 2015 | Ra giêng anh cưới em       | Mót                               | Xuân Phước                      | VTV9   |               |
| 2015 | Tấm lòng của biển          | Hà Thanh                          | Trương Dũng                     | HTV9   |               |
| 2015 | Giông tố cuộc đời          | Kim Mỹ                            | Trương Dũng                     | THVL1  |               |
| 2015 | Một thời lãng quên         | Kim                               | Trương Dũng                     | HTV7   |               |
| 2015 | Đoạn trường nam ai         | Anh Huê                           | Lê Khắc Hoài Nam                | VTV9   |               |
| 2016 | Vợ ơi bồ nhé               | Loan                              | Nguyễn Anh Tuấn                 | HTV9   | [ 17 ] [ 18 ] |
| 2016 | Hot girl làm vợ            | Hồng Hạnh                         | Lê Hướng Nam                    | SCTV14 |               |
| 2016 | Mãi mãi là bao lâu         | Quỳnh                             | Đặng Thái Huyền                 | SCTV14 |               |
| 2016 | Đặc vụ ở Ma Cao            | Anh Thư                           | Nhâm Minh Hiền                  | HTV7   | [ 19 ] [ 20 ] |
| 2017 | Một đời giông tố           | Mận                               | Trương Dũng                     | THVL1  |               |
| 2017 | Trần Trung kỳ án           | Ngọc Nhi                          | Bùi Ngọc Phương Nam             | THVL1  |               |
| 2017 | Điều ước sao biển          | Bà Lài                            | Huỳnh Đông                      | SCTV14 |               |
| 2017 | Chỉ là ảo ảnh              | Ngọc Anh                          | Trương Dũng                     | THVL1  |               |
| 2017 | Lật mặt hung thủ           | Thùy Trang                        | Nguyễn Minh Cao                 | SCTV14 | [ 21 ]        |
| 2017 | Những nàng bầu hành động   | Kim Khánh                         | Quốc Thuận                      | THVL1  |               |
| 2018 | Trần Trung kỳ án (phần 2)  | Ngọc Nhi                          | Bùi Ngọc Phương Nam             | THVL1  |               |
| 2019 | Trà táo đỏ                 | Chiêu Dương                       | Võ Việt Hùng                    | THVL1  | [ 22 ]        |
| 2020 | Lời nguyền lúc 0 giờ       | H'Lan                             | Quách Khoa Nam                  | THVL1  | [ 23 ] [ 24 ] |
| 2020 | Mẹ ghẻ                     | Vĩnh Thư                          | Trương Dũng                     | THVL1  |               |
| 2020 | Nhật ký nàng xuân          | Lan                               | Trác Huỳnh Nhật Tân             | HTV9   | [ 25 ]        |
| 2021 | Kẻ tàng hình               | Kim Hồng                          | Thái Trình                      | SCTV14 |               |
| 2022 | Trà táo đỏ (phần 2)        | Chiêu Dương                       | Chu Thiện                       | THVL1  | [ 26 ]        |
| 2022 | Rồi 30 năm sau             | Bà Hải                            | Nguyễn Quang Minh               | THVL1  |               |
| 2022 | Nghiệp sinh tử (phần 4)    | Như Nguyệt / Bà Ba                | Bùi Ngọc Nam Phương             | THVL1  |               |
| 2023 | Vạn dặm nhân sinh          | Thiên An                          | Quách Khoa Nam                  | VTV9   |               |
| 2024 | Duyên tiên tiền định       | Tiên Nữ                           | Bùi Ngọc Nam Phương             | THVL1  |               |

### Điện ảnh
| Năm  | Tựa phim           | Vai diễn | Đạo diễn        | Nguồn  |
| ---- | ------------------ | -------- | --------------- | ------ |
| 2013 | Bụi đời Chợ Lớn    | Yến      | Charlie Nguyễn  |        |
| 2014 | Năm sau con lại về | Thắm     | Trần Ngọc Giàu  | [ 27 ] |
| 2020 | Chồng người ta     | Hà       | Nguyễn Hữu Tiến | [ 28 ] |

## Giải thưởng
| Năm  | Giải thưởng   | Hạng mục                                     | Tác phẩm             | Kết quả   | Nguồn         |
| ---- | ------------- | -------------------------------------------- | -------------------- | --------- | ------------- |
| 2009 | Giải Mai Vàng | Nữ diễn viên truyền hình                     | Hoa dại              | Đề cử     | [ 29 ] [ 30 ] |
| 2012 | Giải Mai Vàng | Nữ diễn viên truyền hình                     | Hạnh phúc muộn màng  | Đề cử     | [ 31 ] [ 32 ] |
| 2020 | Ngôi Sao Xanh | Nữ diễn viên truyền hình xuất sắc nhất       | Lời nguyền lúc 0 giờ | Đề cử     | [ 33 ]        |
| 2022 | Ngôi Sao Xanh | Nữ diễn viên truyền hình được yêu thích nhất | Rồi 30 năm sau       | Đoạt giải | [ 34 ]        |